# Philodendron rojasianum
Philodendron rojasianum là một loài thực vật có hoa trong họ Ráy (Araceae). Loài này được Standl. & Steyerm. miêu tả khoa học đầu tiên năm 1943.